# Club Luján
O Club Luján é um clube de futebol argentino, fundado em 1 de abril de 1936. Sua sede está localizada em Luján, uma cidade na província de Buenos Aires, na Argentina. Atualmente participa da Primera División C, a quarta divisão regionalizada do futebol argentino para as equipes diretamente afiliadas à Associação do Futebol Argentino (AFA), entidade máxima do futebol na Argentina. O clube manda seus jogos no Municipal de Luján (Campo Municipal de Deportes) que tem capacidade aproximada para 4.000 espectadores.
Durante sua participação no campeonatos da Liga Lujanense, o clube foi campeão da Segunda de Ascenso de 1936 e 1941, Relámpago Intermedia de 1938, Torneo de Primera y Reserva de 1942, Torneo de Primera de 1946 e um vice-campeonato do Relámpago de 1940.
Somente em 1961 obteve sua afiliação à Associação do Futebol Argentino (AFA), entidade mais importante do futebol argentino, começando na quarta divisão, Primera D. Três anos mais tarde, o clube foi promovido para a divisão superior, a Primera C, após derrotar o Estudiantes de Buenos Aires por 5 a 1. Em 1971 ele sofreu seu primeiro contratempo ao descer pela primeira vez em sua história, e dois anos mais tarde, o Club Luján retornaria à divisão Primera C. Cairia mais uma vez até seu retorno em 16 de junho de 1986 após derrotar o Muñiz no estádio do Argentino de Merlo. Desde então, o Club Luján permaneceu na Primera C até que em 15 de junho de 1991, uma data histórica para o clube, ele enfim alcançou sua tão sonhada promoção para a terceira divisão, Primera B. A posição privilegiada do Luján na Primera B foi de duas temporadas, porque no torneio 1992–93, ele terminou em último na classificação dos promédios e caiu para a quinta divisão, Primera C, onde está atualmente.

## Títulos
| NACIONAIS  | NACIONAIS | NACIONAIS  | NACIONAIS |
| Competição | Títulos   | Temporadas |           |
| ---------- | --------- | ---------- | --------- |
| Primera C  | 2         | 1963, 1973 |           |